# Ogawa
Ogawa (jap. 小川町 Ogawa-machi) – miasto w Japonii, na wyspie Honsiu, w prefekturze Saitama. Według danych na rok 2020 miejscowość zamieszkiwało 28 524 mieszkańców , a gęstość zaludnienia wyniosła 472,6 os./km².